# Dicranomyia etnurra
Dicranomyia etnurra är en tvåvingeart som först beskrevs av Günther Theischinger 1994.  Dicranomyia etnurra ingår i släktet Dicranomyia och familjen småharkrankar. Inga underarter finns listade i Catalogue of Life.